# Aeropuerto Internacional El Alto
El Aeropuerto Internacional El Alto (IATA: LPB, ICAO: SLLP) es el aeropuerto principal del área metropolitana de La Paz y uno de los más importantes y transitados de Bolivia. Está ubicado en la ciudad de El Alto, vecina de La Paz. Situado a una altitud de 4061 m s. n. m., el aeropuerto Internacional de El Alto es el aeropuerto internacional más alto del mundo.  La terminal es además uno de los asentamientos de la I Brigada Aérea de la Fuerza Aérea Boliviana, el Grupo Aéreo Presidencial y la Base aérea Bartolina Sisa.
El Aeropuerto El Alto ha operado desde la primera mitad del siglo XX. Fue modernizado a finales de 1960, cuando se construyó una nueva terminal de pasajeros y su pista de aterrizaje fue alargada para permitir el aterrizaje y despegue de aviones de reacción más grandes que puedan operar a gran altura.  
El Alto fue uno de los principales centros de conexiones de la antigua empresa Lloyd Aéreo Boliviano, aerolínea bandera de Bolivia que dejó de operar desde el año 2007. Actualmente, el aeropuerto es el principal centro de conexiones de la empresa Amaszonas, además de servir como aeropuerto secundario para la estatal Boliviana de Aviación.
Siendo el aeropuerto internacional más alto del mundo, El Alto ofrece condiciones únicas para que las aeronaves más modernas realicen pruebas de vuelo a gran altura a fin de recibir sus certificaciones de vuelo.

## Historia

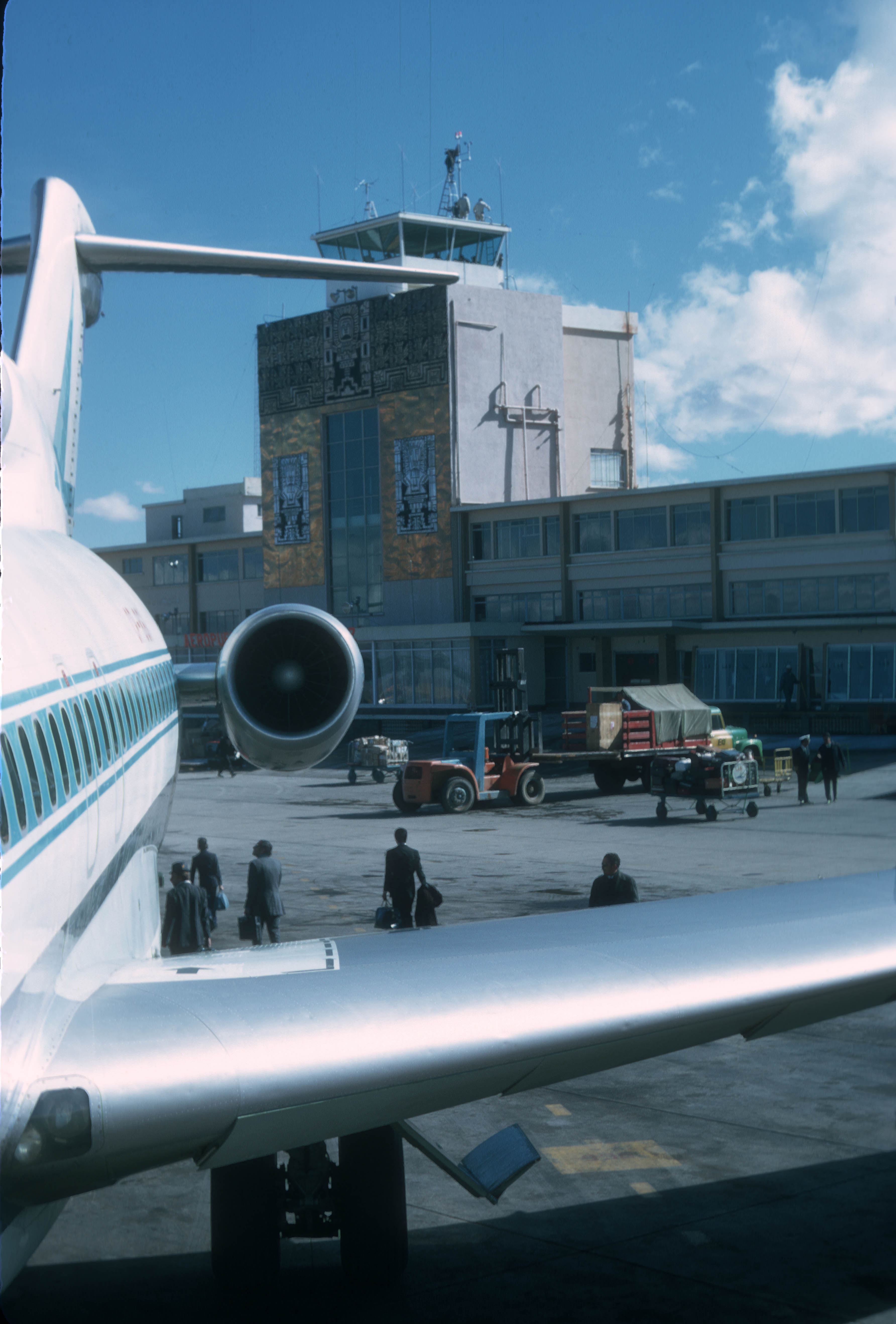
El aeropuerto en los años 1960. Un Boeing 727-100 del Lloyd Aéreo Boliviano está estacionado frente a la primera terminal aérea construida mostrando su llamativa fachada tiahuanacota.

La historia del aeropuerto El Alto se remonta a la llegada de la aviación civil a Bolivia, con el arribo de diferentes personajes que promovieron este medio de transporte y por ende la construcción de un aeropuerto en La Paz, la ciudad más importante de Bolivia, que finalmente se inauguró el 18 de junio de 1965.
Antes de su inauguración oficial, el aeropuerto ya operaba desde la primera mitad del siglo XX e inicialmente tenía como nombre Aeropuerto John F. Kennedy (JFK), aunque en la práctica nunca se utilizó de manera pública este nombre. En el año 1999 y ante la presión de distintos sectores, mediante la Ley 1944 durante el gobierno de Hugo Banzer Suárez, el aeropuerto pasó a denominarse oficialmente Aeropuerto Internacional El Alto. Desde su inauguración, se construyó una nueva terminal aérea y adicionalmente, la pista de aterrizaje fue significativamente alargada para permitir el aterrizaje y despegue de aviones de reacción más grandes que puedan operar a gran altura.

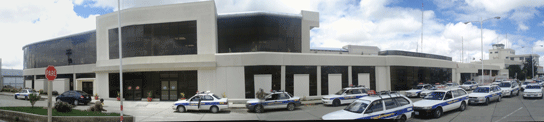
Terminal aérea del Aeropuerto Internacional El Alto remodelada en 2008.

En 1997, el Gobierno de Bolivia firmó un contrato de 25 años con Airport Group International para operar los tres aeropuertos más grandes de Bolivia incluido el aeropuerto de El Alto. El Servicio de Aeropuertos Bolivianos S.A. (SABSA) fue creado para operar la concesión. En 1999, la Airport Group International fue comprada por TBI plc y en 2004, la corporación española Abertis compró TBI plc, tomando control de la operación de los tres aeropuertos internacionales en Bolivia. En 2008 y bajo la operación de Abertis la terminal aérea principal recibió un extenso programa de ampliación y remodelación llevado a cabo por SABSA que mantuvo una inversión de 2,3 millones de dólares. La aplicación incluyó la construcción de una nueva terminal de preembarque nacional e internacional, que incluye nuevas salas de recojo de equipajes, pasillos de comunicación entre las distintas salas de preembarque y las dos terminales así como una infraestructura más moderna.
El 18 de febrero de 2013, el gobierno de Bolivia bajo la presidencia de Evo Morales anunció la nacionalización de SABSA en ese entonces filial de Abertis citando a la falta o poca inversión de esta empresa en los aeropuertos del eje troncal de Bolivia. Desde esa fecha, SABSA pasó a ser propiedad del estado boliviano.  La nueva agencia del gobierno establecida en 2022, Navegación Aérea y Aeropuertos Bolivianos (NAABOL), controla la administración del aeropuerto.
El 15 de mayo de 2015 el gobierno nacional inauguró oficialmente una nueva terminal aérea aumentando significativamente la capacidad de pasajeros que el aeropuerto pueda albergar.

## Características

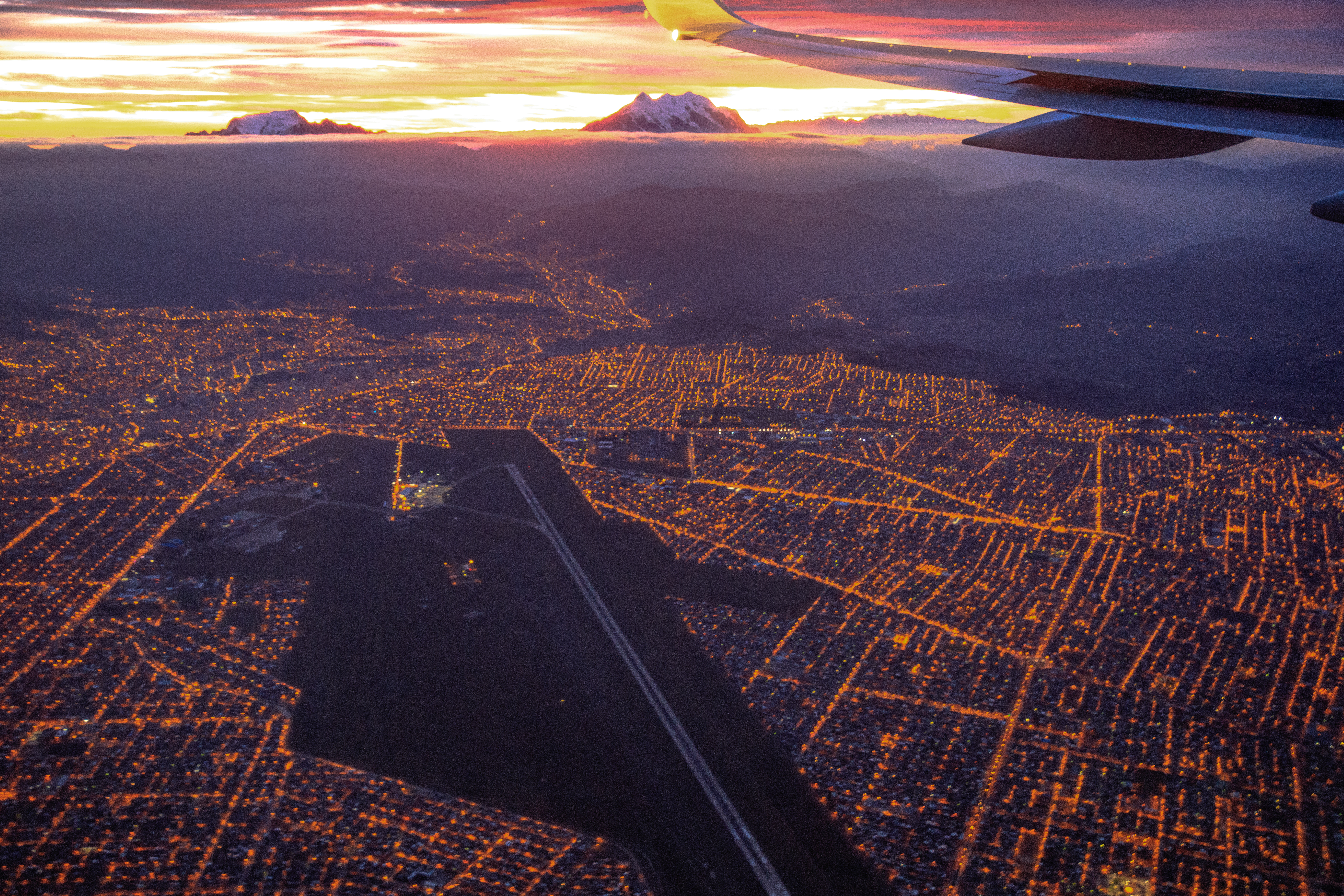
A 4061 m s. n. m., El Alto es el aeropuerto internacional más alto del mundo.

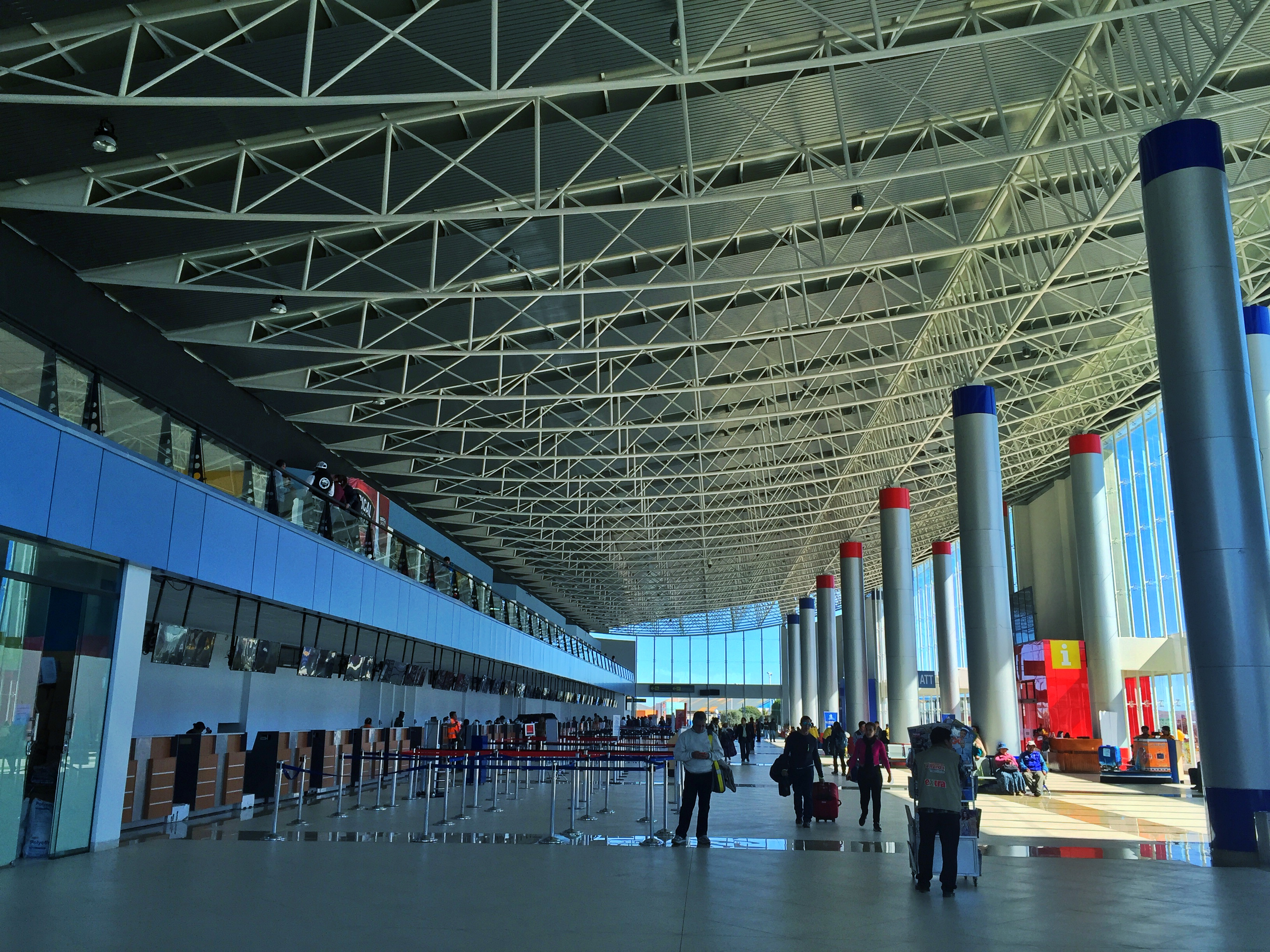
Nueva terminal de El Alto, inaugurada en 2015.

La nueva terminal incluye diversas tiendas que ofrecen artesanías típicas bolivianas, además de librerías, así como también sucursales en las salas de preembarque internacional y en el vestíbulo principal respectivamente. También se encuentran restaurantes, así como tres diferentes sucursales de una cadena de cafeterías en las salas de preembarque nacional, internacional y vestíbulo principal.
El aeropuerto cuenta con dos pistas: una pista de concreto "10R/28L" y una pista paralela accesoria de emergencias de tierra "10L/28R". El aeropuerto presenta además los sistemas de navegación VOR/DME, DVOR/DME, y en la pista 10R tiene el servicio de aterrizaje por instrumentos ILS CAT I.
El Alto es el aeropuerto internacional más alto del mundo, ya que se encuentra a 4061 m s. n. m. Como referencia, el lago Titicaca está a 3.812 m s. n. m. y el centro de la ciudad de La Paz, a aproximadamente 3600 m s. n. m. La temperatura promedio en el aeropuerto es de 6 grados centígrados. Debido a la altitud del aeropuerto, la mayoría de los aviones comerciales de fuselaje ancho no pueden operar en el aeropuerto, y como consecuencia, gran parte de los vuelos internacionales desde y hacia Bolivia operan en el Aeropuerto Internacional Viru Viru en la ciudad de Santa Cruz de la Sierra que se encuentra a una altitud mucho menor permitiendo el acceso de aviones más grandes y de mayor capacidad de pasajeros.

### Pruebas de Vuelo
Siendo el aeropuerto internacional más alto del mundo, El Alto ofrece características únicas que las empresas aeronáuticas tales como Airbus y Boeing aprovechan a fin de realizar pruebas de vuelo a gran altitud para certificar sus aeronaves. Las Aeronaves Airbus A300 (En 1970) Airbus A330 (En 1998) Airbus A350-900XWB (En 2013), Airbus A350-1000 (En 2017) y los Boeing 747 (Los 747 fueron probados y utilizados por la aerolínea alemana Lufthansa hasta su cese de operaciones en 1990 | las aeronaves se pusieron a prueba en 1986) y por último el moderno Boeing 787 (En 2011, 2012 y 2013) realizaron pruebas de despegue y aterrizaje a gran altitud en El Alto.

## Accesos
Se puede acceder al aeropuerto desde las ciudades de La Paz y El Alto por varios medios. La ciudad de La Paz y el aeropuerto se encuentran conectados por las siguientes rutas:
- Autopista La Paz-El Alto.
- Avenidas: Mario Mercado y Max Fernández (Desde la zona sur de La Paz).
- Avenida Héroes del Pacífico desde El Alto (Perimetral al aeropuerto).

- Autobús.

Cotranstur: Línea especializada de autobús y minibús que realiza viajes desde el aeropuerto hasta el centro de la ciudad de La Paz (Plaza Isabel la Católica), numerosas veces al día y con varias estaciones en ambas ciudades. 
- Taxi.

Taxis especializados: "Aeropuerto", "Rafael Pabón" y "Aeropuerto 78" realizan viajes del aeropuerto a diferentes zonas de La Paz y El Alto. Taxis privados y de diferentes compañías también realizan viajes al aeropuerto desde ambas comunas.

## Aerolíneas y destinos
| Boliviana de Aviación 7 destinos           | Nacionales: (5) Cobija / Cochabamba / Santa Cruz de la Sierra / Sucre / Uyuni Internacional: (2) Lima / Santiago de Chile | N/A           |
| Ecojet 3 destinos                          | Nacionales: (3) Rurrenabaque / Santa Cruz de la Sierra / Uyuni                                                            | N/A           |
| TAMep 3 destinos                           | Nacionales: (3) Cobija / Cochabamba / Santa Cruz de la Sierra                                                             | N/A           |
| Avianca 2 destinos                         | Internacionales: (2) Bogotá / Cusco                                                                                       | Star Alliance |
| LATAM Perú 1 destino                       | Internacional: (1) Lima                                                                                                   | N/A           |
| LATAM Airlines 1 destino                   | Internacional: (1) Santiago de Chile                                                                                      | N/A           |
| Total: 10 destinos, 4 países, 7 aerolíneas | |               |

### Destinos nacionales
| Ciudades por países     | Nombre del aeropuerto                      | Aerolíneas                                                         |
| ----------------------- | ------------------------------------------ | ------------------------------------------------------------------ |
| Bolivia                 |                                            |                                                                    |
| Cobija                  | Aeropuerto Capitán Aníbal Arab             | Boliviana de Aviación / TAMep / Andina Airlines                    |
| Cochabamba              | Aeropuerto Internacional Jorge Wilstermann | Boliviana de Aviación / TAMep / Andina Airlines                    |
| Rurrenabaque            | Aeropuerto de Rurrenabaque                 | Ecojet                                                             |
| Santa Cruz de la Sierra | Aeropuerto Internacional Viru Viru         | Boliviana de Aviación / Ecojet / TAMep (vía CBB) / Andina Airlines |
| Sucre                   | Aeropuerto Internacional de Alcantarí      | Boliviana de Aviación / Andina Airlines                            |
| Uyuni                   | Aeropuerto Joya Andina                     | Boliviana de Aviación / Ecojet                                     |

### Destinos internacionales
| Ciudades por países                       | Nombre del aeropuerto                             | Aerolíneas                                                                       | Aeronaves   |            |
| Suramérica                                | Suramérica                                        | Suramérica                                                                       | Suramérica  | Suramérica |
| ----------------------------------------- | ------------------------------------------------- | -------------------------------------------------------------------------------- | ----------- | ---------- |
| Chile (1 destino, 2 aerolíneas)           |                                                   |                                                                                  |             |            |
| Santiago de Chile                         | Aeropuerto Internacional Arturo Merino Benítez    | LATAM Airlines (directo o vía VVI). / Boliviana de Aviación (directo o vía VVI). | A320 / B738 |            |
| Colombia (1 destino, 1 aerolínea)         |                                                   |                                                                                  |             |            |
| Bogotá                                    | Aeropuerto Internacional El Dorado                | Avianca                                                                          | A320        |            |
| Perú (2 destinos, 3 aerolíneas)           |                                                   |                                                                                  |             |            |
| Cusco                                     | Aeropuerto Internacional Alejandro Velasco Astete | Avianca                                                                          | A320        |            |
| Lima                                      | Aeropuerto Internacional Jorge Chávez             | Boliviana de Aviación / LATAM Perú                                               | B738 / A320 |            |
| Total: 4 destinos, 3 países, 4 aerolíneas |                                                   |                                                                                  |             |            |

### Mapas
| Mapa de destinos domésticos |
| --- |
| La Paz/El Alto Cochabamba Santa Cruz de la Sierra-Viru Viru Cobija Riberalta Rurrenabaque Sucre Trinidad Uyuni Tarija Destinos domésticos desde el Aeropuerto Internacional El Alto |

## Aerolíneas que cesaron operación

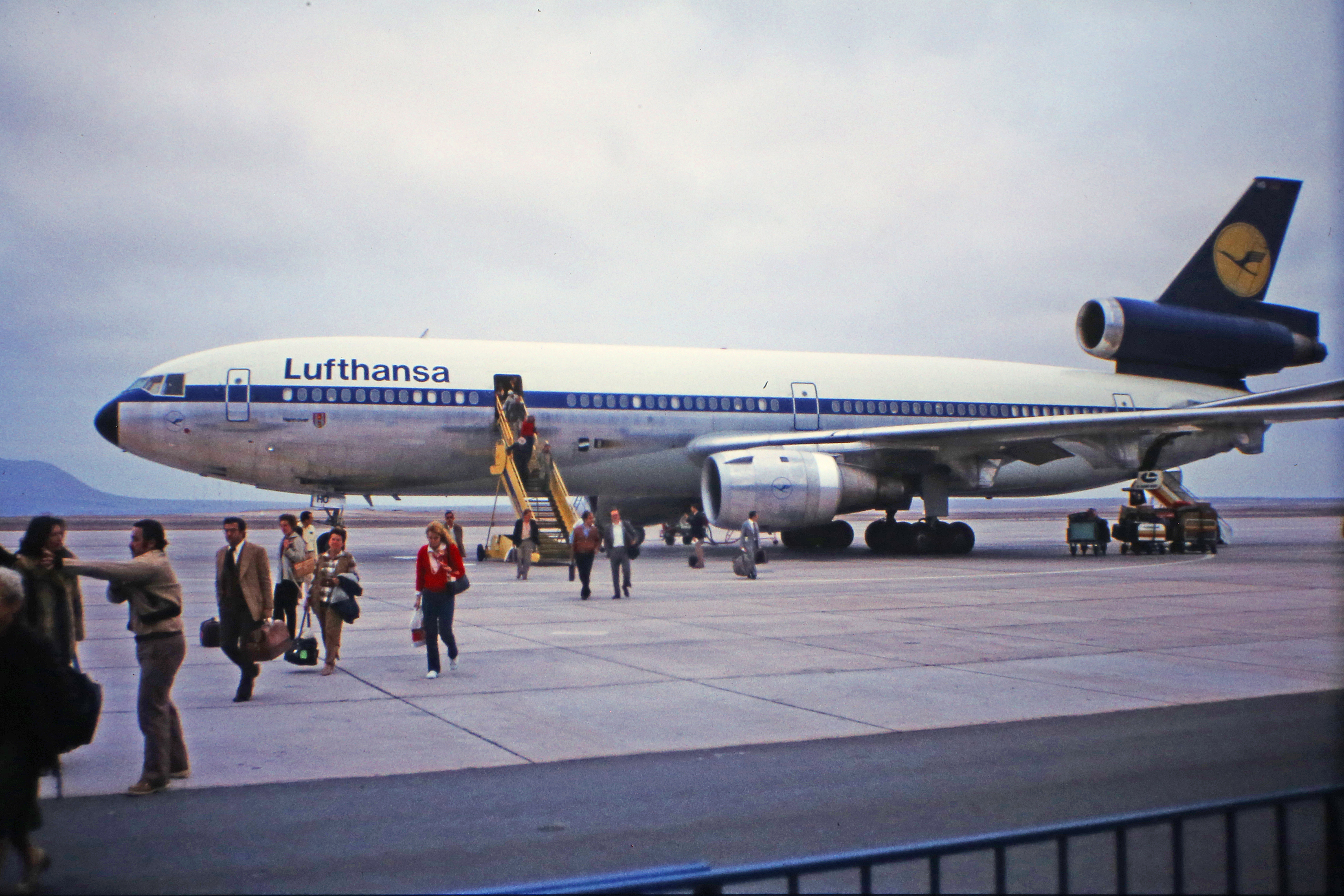
La alemana Lufthansa una vez operó en Bolivia, en la imagen, uno de sus McDonnell Douglas DC-10 en el Aeropuerto Internacional de El Alto

| Norteamérica                                  | Norteamérica                                                      | Norteamérica | Norteamérica                                                      | Norteamérica |
| --------------------------------------------- | ----------------------------------------------------------------- | --- | ----------------------------------------------------------------- | ------------ |
| Estados Unidos (2 destinos, 6 aerolíneas)     |                                                                   | |                                                                   |              |
| Miami                                         | Aeropuerto Internacional de Miami                                 | American Airlines / Braniff International / Eastern Airlines / Lloyd Aéreo Boliviano / Pan Am                           | B752 / B707, DC-8 / B722 / A310, B707, B722 / B707                |              |
| Nueva York                                    | Aeropuerto Internacional John F. Kennedy                          | Lloyd Aéreo Boliviano / Lufthansa / Pan Am                                                                              | B722 / B707, B742, DC-10 / B707                                   |              |
| México (2 destinos, 1 aerolínea)              |                                                                   | |                                                                   |              |
| Cancún                                        | Aeropuerto Internacional de Cancún                                | Lloyd Aéreo Boliviano                                                                                                   | B722                                                              |              |
| Ciudad de México                              | Aeropuerto Internacional Benito Juárez                            | Lloyd Aéreo Boliviano                                                                                                   | B722                                                              |              |
| Aruba (1 destino, 1 aerolínea)                |                                                                   | |                                                                   |              |
| Oranjestad                                    | Aeropuerto Internacional Reina Beatrix                            | Lloyd Aéreo Boliviano                                                                                                   | B722                                                              |              |
| Cuba (1 destino, 1 aerolínea)                 |                                                                   | |                                                                   |              |
| La Habana                                     | Aeropuerto Internacional José Martí                               | Lloyd Aéreo Boliviano                                                                                                   | B722                                                              |              |
| Jamaica (1 destino, 1 aerolínea)              |                                                                   | |                                                                   |              |
| Kingston                                      | Aeropuerto Internacional Norman Manley                            | Lufthansa | B707, B742, DC-10                                                 |              |
| Panamá (1 destino, 1 aerolínea)               |                                                                   | |                                                                   |              |
| Ciudad de Panamá                              | Aeropuerto Internacional de Tocumen                               | Lloyd Aéreo Boliviano                                                                                                   | B722                                                              |              |
| República Dominicana (1 destino, 1 aerolínea) |                                                                   | |                                                                   |              |
| Punta Cana                                    | Aeropuerto Internacional de Punta Cana                            | Lloyd Aéreo Boliviano                                                                                                   | B722                                                              |              |
| Europa                                        |                                                                   | |                                                                   |              |
| Alemania (1 destino, 1 aerolínea)             |                                                                   | |                                                                   |              |
| Fráncfort                                     | Aeropuerto de Fráncfort del Meno                                  | Lufthansa | B707, B742, DC-10                                                 |              |
| España (1 destino, 1 aerolínea)               |                                                                   | |                                                                   |              |
| Madrid                                        | Aeropuerto de Madrid                                              | Iberia LAE | DC-8                                                              |              |
| Suramérica                                    |                                                                   | |                                                                   |              |
| Argentina (3 destinos, 2 aerolíneas)          |                                                                   | |                                                                   |              |
| Buenos Aires                                  | Aeropuerto Internacional Ministro Pistarini                       | Aerolíneas Argentinas / Lloyd Aéreo Boliviano                                                                           | B737 / B722, B733                                                 |              |
| Córdoba                                       | Aeropuerto Internacional Ingeniero Aeronáutico Ambrosio Taravella | Lloyd Aéreo Boliviano                                                                                                   | B722                                                              |              |
| Salta                                         | Aeropuerto Internacional de Salta Martín Miguel de Güemes         | Lloyd Aéreo Boliviano                                                                                                   | B722                                                              |              |
| Brasil (2 destinos, 3 aerolíneas)             |                                                                   | |                                                                   |              |
| Rio de Janeiro                                | Aeropuerto Internacional de Galeão                                | Lloyd Aéreo Boliviano / Varig                                                                                           | B722 / B733                                                       |              |
| São Paulo                                     | Aeropuerto Internacional Guarulhos                                | TAM Brasil / Lloyd Aéreo Boliviano / Varig                                                                              | A320 / B722, B733 / B733, B762                                    |              |
| Chile (6 destinos, 5 aerolíneas)              |                                                                   | |                                                                   |              |
| Antofagasta                                   | Aeropuerto Andrés Sabella                                         | Aerolíneas Argentinas / Amaszonas / Sky Airline                                                                         | B737 / CRJ200 / B732                                              |              |
| Arica                                         | Aeropuerto Internacional Chacalluta                               | Amaszonas / LAN Airlines / Lloyd Aéreo Boliviano / Sky Airline                                                          | CRJ200 / A320 / B722 / B732                                       |              |
| Copiapó                                       | Aeródromo Desierto de Atacama                                     | Amaszonas | CRJ200                                                            |              |
| Iquique                                       | Aeropuerto Internacional Diego Aracena                            | Amaszonas / LAN Airlines / Lloyd Aéreo Boliviano / Sky Airline                                                          | CRJ200 / A320 / B722 / B732                                       |              |
| La Serena                                     | Aeródromo La Florida                                              | Amaszonas | CRJ200                                                            |              |
| Santiago de Chile                             | Aeropuerto Internacional Arturo Merino Benítez                    | LAN Airlines / Lloyd Aéreo Boliviano / Sky Airline                                                                      | A320 / B722, B707 / B732                                          |              |
| Colombia (2 destino, 2 aerolíneas)            |                                                                   | |                                                                   |              |
| Bogotá                                        | Aeropuerto Internacional El Dorado                                | Lloyd Aéreo Boliviano / Lufthansa                                                                                       | B722 / B707, B742, DC-10                                          |              |
| Cali                                          | Aeropuerto Internacional Alfonso Bonilla Aragón                   | Lloyd Aéreo Boliviano                                                                                                   | B722                                                              |              |
| Ecuador (2 destinos, 3 aerolíneas)            |                                                                   | |                                                                   |              |
| Guayaquil                                     | Aeropuerto Internacional José Joaquín de Olmedo                   | Eastern Airlines / Lloyd Aéreo Boliviano / Lufthansa                                                                    | B722 / B722 / B707, B742, DC-10                                   |              |
| Quito                                         | Aeropuerto Internacional Mariscal Sucre                           | Lloyd Aéreo Boliviano                                                                                                   | B722                                                              |              |
| Paraguay (1 destino, 3 aerolíneas)            |                                                                   | |                                                                   |              |
| Asunción                                      | Aeropuerto Internacional Silvio Pettirossi                        | Eastern Airlines / TAM Paraguay / Lloyd Aéreo Boliviano                                                                 | B722 / B722                                                       |              |
| Perú (3 destinos, 9 aerolíneas)               |                                                                   | |                                                                   |              |
| Arequipa                                      | Aeropuerto Internacional Rodríguez Ballón                         | Amaszonas | CRJ-200                                                           |              |
| Cusco                                         | Aeropuerto Internacional Alejandro Velasco Astete                 | Aerosur / Amaszonas / Lloyd Aéreo Boliviano / Peruvian Airlines                                                         | B722, B732 / CRJ-200 / B722 / B733                                |              |
| Lima                                          | Aeropuerto Internacional Jorge Chávez                             | Aero Continente / Aerolíneas Peruanas / AeroPerú / Faucett Perú / Lloyd Aéreo Boliviano / Lufthansa / Peruvian Airlines | B737 / DC-8 / B722 / B722 / B722, B733 / B707, DC-10, B742 / B733 |              |
| Uruguay (1 destino, 1 aerolínea)              |                                                                   | |                                                                   |              |
| Montevideo                                    | Aeropuerto Internacional de Carrasco                              | Lloyd Aéreo Boliviano                                                                                                   | B722                                                              |              |
| Venezuela (1 destino, 2 aerolíneas)           |                                                                   | |                                                                   |              |
| Caracas                                       | Aeropuerto Internacional de Maiquetía Simón Bolívar               | Lloyd Aéreo Boliviano / Viasa                                                                                           | B722 / B722                                                       |              |
| Total: 31 destinos, 18 países, 21 aerolíneas  |                                                                   | |                                                                   |              |

## El Aeropuerto El Alto en Películas
En la película Quantum of Solace (2008) aparece el Aeropuerto Internacional El Alto en escena cuando James Bond viaja a Bolivia.